# Becsehely
Becsehely (chorvatsky Bečehel) je obec v župě Zala, v okresu Letenye, v jihozápadním Maďarsku. Rozloha obce je 36,07 km² a žije zde přibližně 1 900 obyvatel.

## Poloha, popis
Leží v nížině, přibližně 6 km severně od řeky Mura, v nadmořské výšce zhruba 160 - 195 m. Ve směru od severu k jihu protéká obcí několik potoků nebo odvodňovacích kanálů.
Obcí prochází hlavní silnice č.7 a jižně od ní, téměř souběžně s ní, dálnice M7. Vesnice je vzdálena 6 km od okresního města Letenye a k západnímu břehu Balatonu je to necelých 70 km. Hraniční přechod do Chorvatska je vzdálen 10 km.